# Pomacle
Pomacle est une commune française, située dans le département de la Marne en région Grand Est.

## Géographie
| Boult-sur-Suippe | Bazancourt | Isles-sur-Suippe |
| Fresne-lès-Reims | Pomacle    |                  |
| Witry-lès-Reims  | Caurel     | Lavannes         |

### Hydrographie

#### Réseau hydrographique
La commune est dans la région hydrographique « la Seine du confluent de l'Oise (inclus) à l'embouchure » au sein du bassin Seine-Normandie. Elle est drainée par le ru le Petit,.

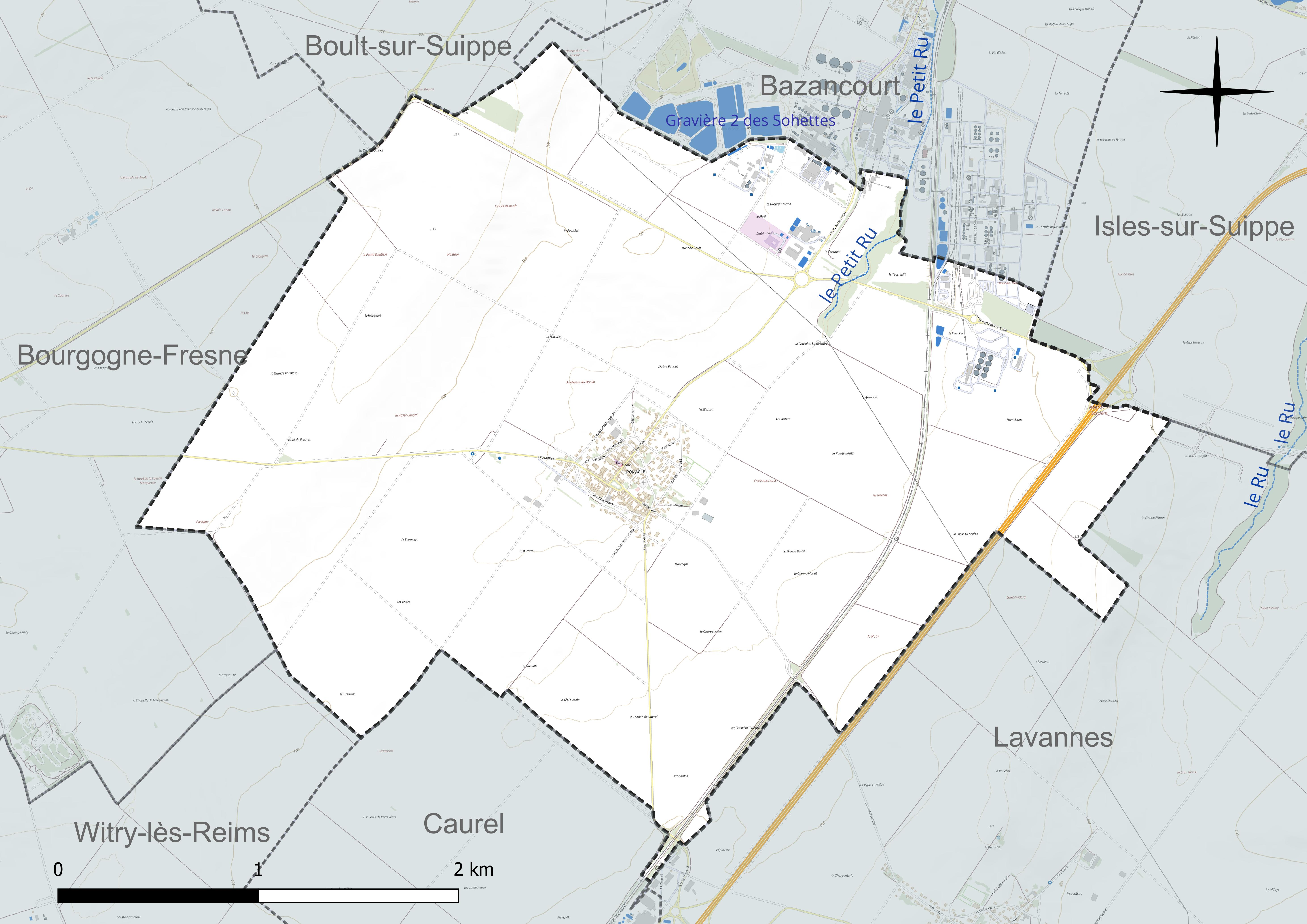
Réseau hydrographique de Pomacle.

#### Gestion et qualité des eaux
Le territoire communal est couvert par le schéma d'aménagement et de gestion des eaux (SAGE) « Aisne Vesle Suippe ». Ce document de planification, dont le territoire s’étend sur 3 096 km2 répartis sur trois départements (Aisne, Marne et Ardennes) et deux régions (Champagne-Ardenne et Picardie), a été approuvé le 16 décembre 2013. La structure porteuse de l'élaboration et de la mise en œuvre est le Syndicat d’aménagement des bassins Aisne Vesle Suippe (SIABAVES). 
La qualité des cours d’eau peut être consultée sur un site dédié géré par les agences de l’eau et l’Agence française pour la biodiversité. 

### Climat
Pour des articles plus généraux, voir Climat du Grand Est et Climat de la Marne.
En 2010, le climat de la commune est de type climat océanique dégradé des plaines du Centre et du Nord, selon une étude du Centre national de la recherche scientifique s'appuyant sur une série de données couvrant la période 1971-2000. En 2020, Météo-France publie une typologie des climats de la France métropolitaine dans laquelle la commune est exposée à un climat océanique altéré et est dans la région climatique  Nord-est du bassin Parisien, caractérisée par un ensoleillement médiocre, une pluviométrie moyenne régulièrement répartie au cours de l’année et un hiver froid (3 °C). 
Pour la période 1971-2000, la température annuelle moyenne est de 10,4 °C, avec une amplitude thermique annuelle de 15,2 °C. Le cumul annuel moyen de précipitations est de 695 mm, avec 11,4 jours de précipitations en janvier et 8,2 jours en juillet. Pour la période 1991-2020, la température moyenne annuelle observée sur la station météorologique de Météo-France la plus proche, « Mailly-civc », sur la commune de Mailly-Champagne à 20 km à vol d'oiseau, est de 11,2 °C et le cumul annuel moyen de précipitations est de 755,5 mm. 
La température maximale relevée sur cette station est de 39,8 °C, atteinte le 25 juillet 2019 ; la température minimale est de −20 °C, atteinte le 16 janvier 1985,,. 
Les paramètres climatiques de la commune ont été estimés pour le milieu du siècle (2041-2070) selon différents scénarios d'émission de gaz à effet de serre à partir des nouvelles projections climatiques de référence DRIAS-2020. Ils sont consultables sur un site dédié publié par Météo-France en novembre 2022.

## Urbanisme

### Typologie
Au 1er janvier 2024, Pomacle est catégorisée commune rurale à habitat dispersé, selon la nouvelle grille communale de densité à sept niveaux définie par l'Insee en 2022.
Elle est située hors unité urbaine. Par ailleurs la commune fait partie de l'aire d'attraction de Reims, dont elle est une commune de la couronne,. Cette aire, qui regroupe 294 communes, est catégorisée dans les aires de 200 000 à moins de 700 000 habitants,.

### Occupation des sols
L'occupation des sols de la commune, telle qu'elle ressort de la base de données européenne d’occupation biophysique des sols Corine Land Cover (CLC), est marquée par l'importance des territoires agricoles (93 % en 2018), en diminution par rapport à 1990 (96,6 %). La répartition détaillée en 2018 est la suivante : 
terres arables (92,8 %), zones industrielles ou commerciales et réseaux de communication (4,1 %), zones urbanisées (2,8 %), mines, décharges et chantiers (0,2 %), zones agricoles hétérogènes (0,2 %). L'évolution de l’occupation des sols de la commune et de ses infrastructures peut être observée sur les différentes représentations cartographiques du territoire : la carte de Cassini (XVIIIe siècle), la carte d'état-major (1820-1866) et les cartes ou photos aériennes de l'IGN pour la période actuelle (1950 à aujourd'hui).

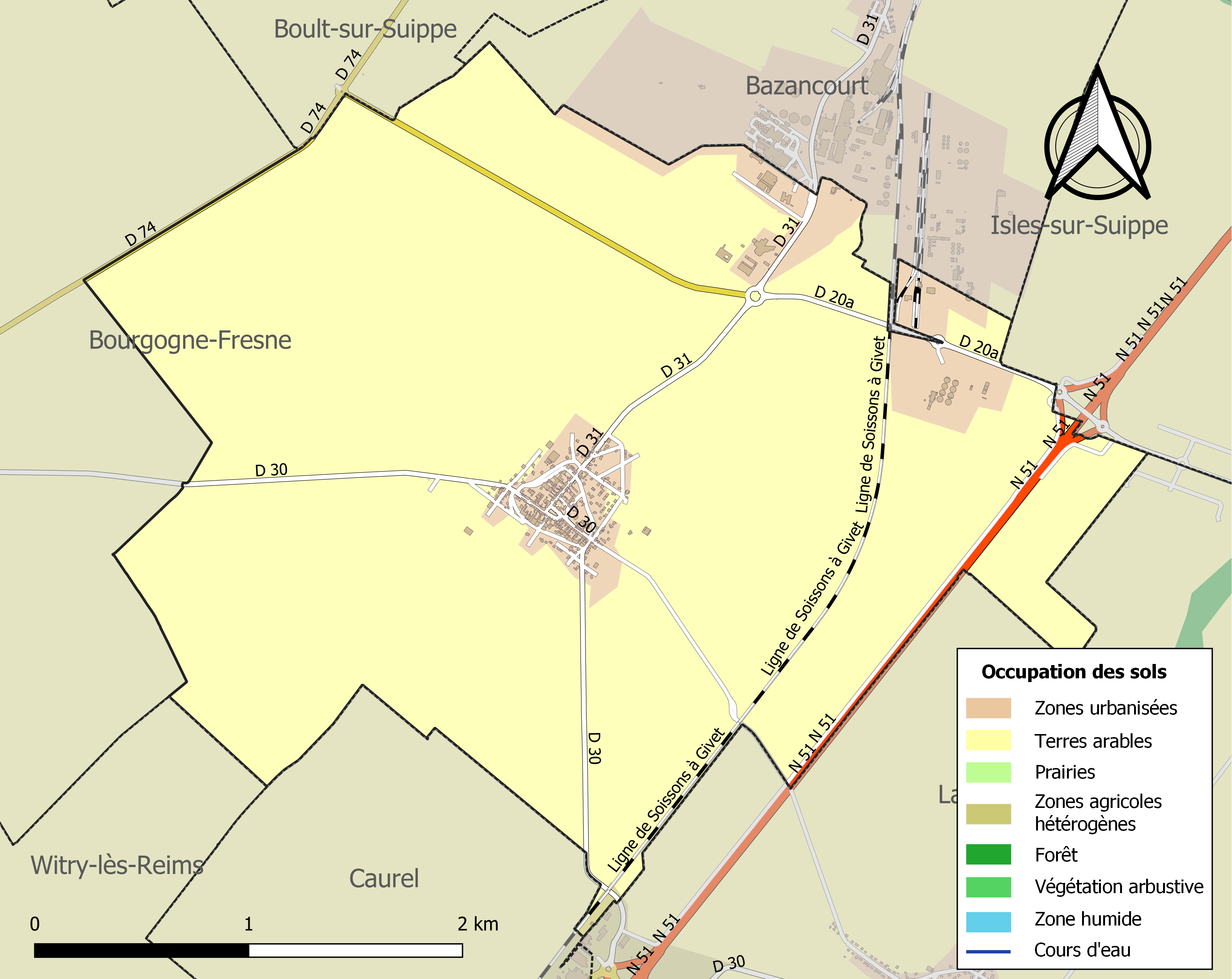
Carte des infrastructures et de l'occupation des sols de la commune en 2018 (CLC).

## Toponymie
Le nom de la localité est attesté sous les formes Pumaclum (1145) ; Pumacle (1236) ; Pommacle (1236) ; Paumacle (1556) ; Poumacle (1728).

## Histoire

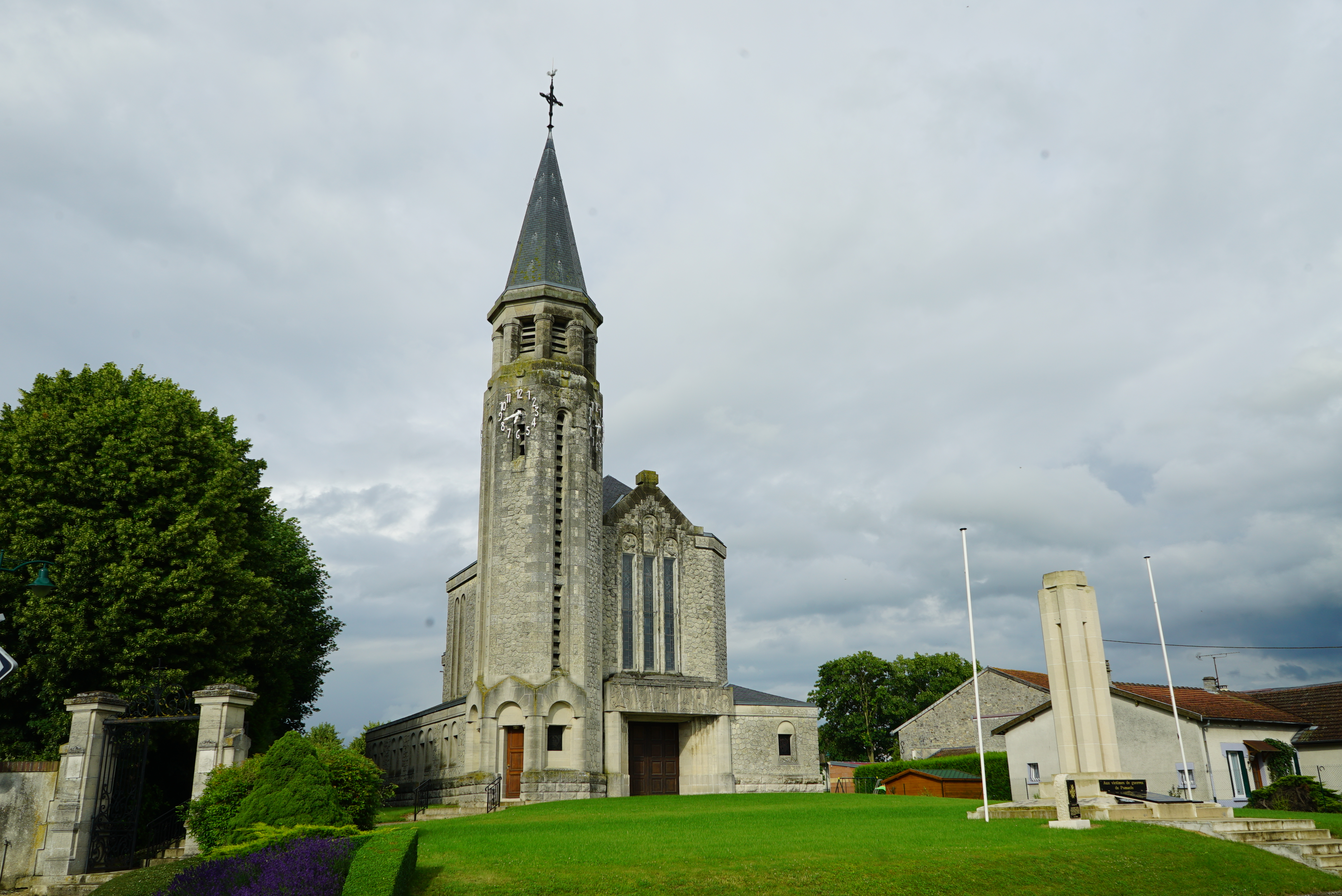
Son église et son monument aux morts.

L’occupation du territoire de Pomacle est fort ancienne comme le révèle les fouilles archéologiques réalisées sur son terroir. D’après le Dictionnaire topographique de la Marne, le vocable de « Pomacle » est attesté pour la première fois en 1145 dans les archives administratives de la ville de Reims (Pomaclum). Il s’agit d’une bulle du pape Eugène III confirmant le privilège d’immunité pour l’abbaye de Saint-Remi de Reims et pour ses dépendances.
Un pouillé antérieur à 1312 nous apprend que Pomacle dépend de la doyenneté de Lavannes et se retrouve donc sous son bénéfice. Ce pouillé nous apprend aussi que l’église de Pomacle est placée sous le double patronage de saint Médard et de saint Gildart.
Pomacle a grandement souffert en 1650 pendant les troubles de la Fronde et durant la Première Guerre mondiale. Le 2 septembre 1914, à la suite de la retraite de l’armée française, les habitants de Pomacle sont obligés de fuir leur village. Cependant ils sont rapidement devancés par l’armée allemande et doivent alors faire demi-tour et rentrer chez eux. La contre-offensive victorieuse de la Marne contraint l’armée allemande à refluer. Le front se stabilise et Pomacle, occupé, se trouve durant quatre ans à proximité immédiate de la zone des combats. Durant l’année 1917, la pression de l’armée française s’accentue et les habitants sont alors évacués sur ordre allemand, le 19 mars 1917 et dirigé via la gare de Bazancourt vers Douzy puis vers Villers-Cernay où ils sont hébergés chez l’habitant. Les familles sont ensuite dirigées vers d’autres villages des alentours.
À l’issue de la guerre, lorsque les habitants de Pomacle reviennent, l’église a été détruite et les 4/5e des habitations sont sérieusement endommagées. C’est d’abord dans des habitations en ruines que les Pomacains vivent. Puis sur la demande des sinistrés, l’Office des Régions Libérées met des baraquements préfabriqués à leur disposition. Pour beaucoup, ce logement provisoire va au moins durer quatre ans.
L’activité principale de Pomacle est l’agriculture. En 1933, elle comptait 36 exploitations. En 1963, il n’y en avait déjà plus que 26, et Pomacle, à la veille de l’an 2000 comptait 10 exploitations agricoles auxquelles il faut ajouter 6 exploitations dont l’activité principale n’est pas l’agriculture. Les cultures principales sont le blé, la luzerne, l’orge et la betterave auxquels il faut ajouter quelques autres cultures telles que les asperges, dactyle, tabac, colza… Les rendements ont été largement accrus durant les 50 dernières années. De 30 quintaux par hectare pour le blé en 1949, les rendements à ce jour se situent entre 90 et 110 quintaux. L’évolution est comparable pour la betterave. En 1949 les rendements étaient légèrement supérieurs à 30 tonnes par hectare.
C’est sur ce terroir qu’a eu lieu le 21 août 1983 la fête des Moissons et la finale départementale des labours.
C'est aussi à Pomacle que le championnat du Monde de Labour, avec l'association Terre Attitude, a eu lieu du 16 au 19 septembre 1999. À cette occasion, Jacques Chirac, alors président de la République, fera le déplacement jusque dans le village.

## Politique et administration
| Période                                  | Période                       | Identité            | Étiquette | Qualité |
| ---------------------------------------- | ----------------------------- | ------------------- | --------- | --- |
| Les données manquantes sont à compléter. |                               |                     |           | |
| avant 1874                               | après 1879                    | David               |           | |
| avant 1981                               |                               | Léon Garnotel       |           | |
| Les données manquantes sont à compléter. |                               |                     |           | |
| 2001                                     | 2014                          | Thierry Ruinart     | UMP       | |
| 2014                                     | 2018                          | Pascal Thiebeau     |           | Mandat écourté par la démission de la totalité du conseil municipal                                                         |
| 15 juin 2018                             | En cours (au 11 juillet 2020) | Anne Desveronnières |           | Cheffe d'entreprise Conseillère prud'hommale Vice-présidente de la CU Grand Reims (2020 → ) Réélue pour le mandat 2020-2026 |

## Démographie
L'évolution du nombre d'habitants est connue à travers les recensements de la population effectués dans la commune depuis 1800. Pour les communes de moins de 10 000 habitants, une enquête de recensement portant sur toute la population est réalisée tous les cinq ans, les populations de référence des années intermédiaires étant quant à elles estimées par interpolation ou extrapolation. Pour la commune, le premier recensement exhaustif entrant dans le cadre du nouveau dispositif a été réalisé en 2006.

En 2022, la commune comptait 530 habitants, en évolution de +21 % par rapport à 2016 (Marne : −1,19 %, France hors Mayotte : +2,11 %).
| 1800 | 1806 | 1821 | 1831 | 1836 | 1841 | 1846 | 1851 | 1856 |
| ---- | ---- | ---- | ---- | ---- | ---- | ---- | ---- | ---- |
| 356  | 369  | 310  | 376  | 370  | 381  | 390  | 412  | 420  |

| 1861 | 1866 | 1872 | 1876 | 1881 | 1886 | 1891 | 1896 | 1901 |
| ---- | ---- | ---- | ---- | ---- | ---- | ---- | ---- | ---- |
| 408  | 381  | 351  | 340  | 311  | 305  | 279  | 288  | 285  |

| 1906 | 1911 | 1921 | 1926 | 1931 | 1936 | 1946 | 1954 | 1962 |
| ---- | ---- | ---- | ---- | ---- | ---- | ---- | ---- | ---- |
| 279  | 282  | 218  | 233  | 233  | 206  | 215  | 213  | 231  |

| 1968 | 1975 | 1982 | 1990 | 1999 | 2006 | 2011 | 2016 | 2021 |
| ---- | ---- | ---- | ---- | ---- | ---- | ---- | ---- | ---- |
| 231  | 246  | 265  | 315  | 315  | 340  | 407  | 438  | 508  |

| 2022 | - | - | - | - | - | - | - | - |
| ---- | - | - | - | - | - | - | - | - |
| 530  | - | - | - | - | - | - | - | - |

## Économie
Sur les territoires des communes voisines de Pomacle et Bazancourt, se développe une partie de la bioraffinerie européenne de Pomacle-Bazancourt. Emblématique de l'activité agro-industrielle régionale, cette bioraffinerie transforme actuellement plus de 3 millions de tonnes de matière végétale chaque année (betteraves, blé, luzerne…) et emploie en direct environ 1 500 personnes. Différentes unités industrielles composent ce site : des silos, une sucrerie, une distillerie d'éthanol, une amidonnerie-glucoserie, un centre de production de gaz carbonique. Les synergies entre ces différentes unités sont nombreuses : énergie, produits, effluents, eau , etc. Ce dispositif unique en Europe est complété par une dimension « recherche » avec la présence d'un centre de recherche mutualisé, Agro-industrie Recherches et Développements (ARD), actif avec ses laboratoires et son démonstrateur industriel BIODEMO, SOLIANCE, la filiale cosmétique du groupe international GIVAUDAN. Enfin, la dimension académique est également active grâce à la présence d'un Centre d'Excellence en Biotechnologies Blanches, regroupant des laboratoires de CentraleSupélec et d'AgroParisTech.
Il ne faut pas non plus oublier la présence du projet français de biocarburants de 2e génération, le Projet Futurol, qui a implanté sur le territoire de la commune son usine-pilote. Cette installation, de 5 000 m2 de surface, a été inaugurée en 2011, et permet d'intégrer et de mettre à l'échelle les innovations réalisées dans le réseau des 12 laboratoires partenaires du projet. Ce projet majeur regroupe 11 acteurs de la recherche, de l'industrie et de la finance.

## Lieux et monuments
- Son église de la reconstruction,

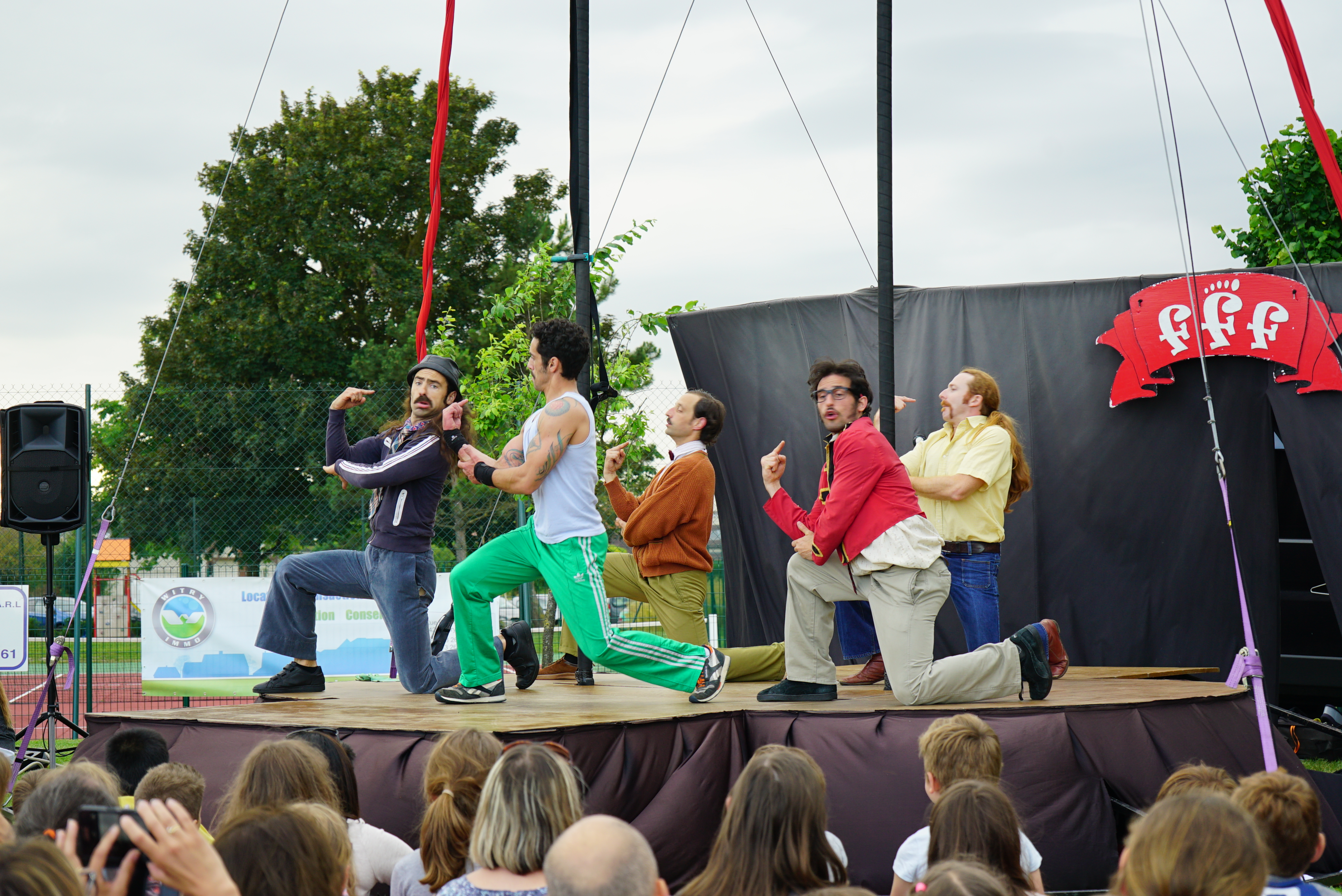
Spectacle devant la salle communale.

- Monument aux morts devant l'église, dans le même style reconstruction que celle-ci,
- La salle des fêtes communale avec son monument des laboureurs et ses terrains de sport,
- La place centrale du village, grand rectangle arboré.